# Хондеклип-Бей
Хондеклип-Бей (англ. Hondeklip Bay, африк. Hondeklipbaai) — прибрежный город в муниципальном районе Намаква региона Намакваленд Северо-Капской провинции ЮАР. Расположен в 95 км к юго-западу от Спрингбока. В 2011 году в городе проживало 543 человека.

## Название
Название на африкаанс означает «собачья каменная бухта».

## История
Поселение Хондеклип-Бей использовалась как гавань для экспорта медной руды из рудников вокруг Спрингбока, но позже эту роль взял на себя город Порт-Ноллот, где была более безопасная гавань, а также железная дорога.
В настояее время Хондеклип-Бей служит популярным региональным местом отдыха и обслуживает рыболовные и алмазодобывающие предприятия. Для туристов в городе есть разнообразные услуги от кемпинга в караван-парке до шале с собственной кухней на курорте Хоннехокке.
Среди достопримечательностей можно отметить затонувшие корабли, такие как Jahleel и Aristea, которые сели на мель в 2003 и 1945 годах соответственно. В июле 2016 года Jahleel начал распадаться и разделился на две части. 
В 18 км к юго-юго-востоку вниз по океанскому побережью находится устье реки Спёг, где есть пещеры, представляющие археологический интерес.

## Экономика и инфраструктура
В 2007 году Стелленбосский университет начал в городе проект по аквакультуре с целью изучения возможностей разведения моллюсков-морских ушек.
В целях улучшения возможностей трудоустройства совместно с деревнями Кляйнзее и Коингаас планируется разработка предложений, основанных на критериях устойчивого туризма. Ведётся поиск связей с национальным парком Намаква.
Прибрежные земли к северу и югу от Хондеклип-Бей защищены правами на добычу алмазов, поскольку аллювиальные песчаные отложения содержат экономически интересные концентрации алмазов. Однако участок находится за пределами обозначенных зон добычи. С экономической точки зрения Хондеклип-Бей практически не затронут добычей алмазов, и его основная деятельность сосредоточена на рыболовстве.
Здесь были построены большие резервуары для хранения питьевой воды, а необходимая вода доставлялась автоцистернами. 

## Галерея

Хондеклип-Бей
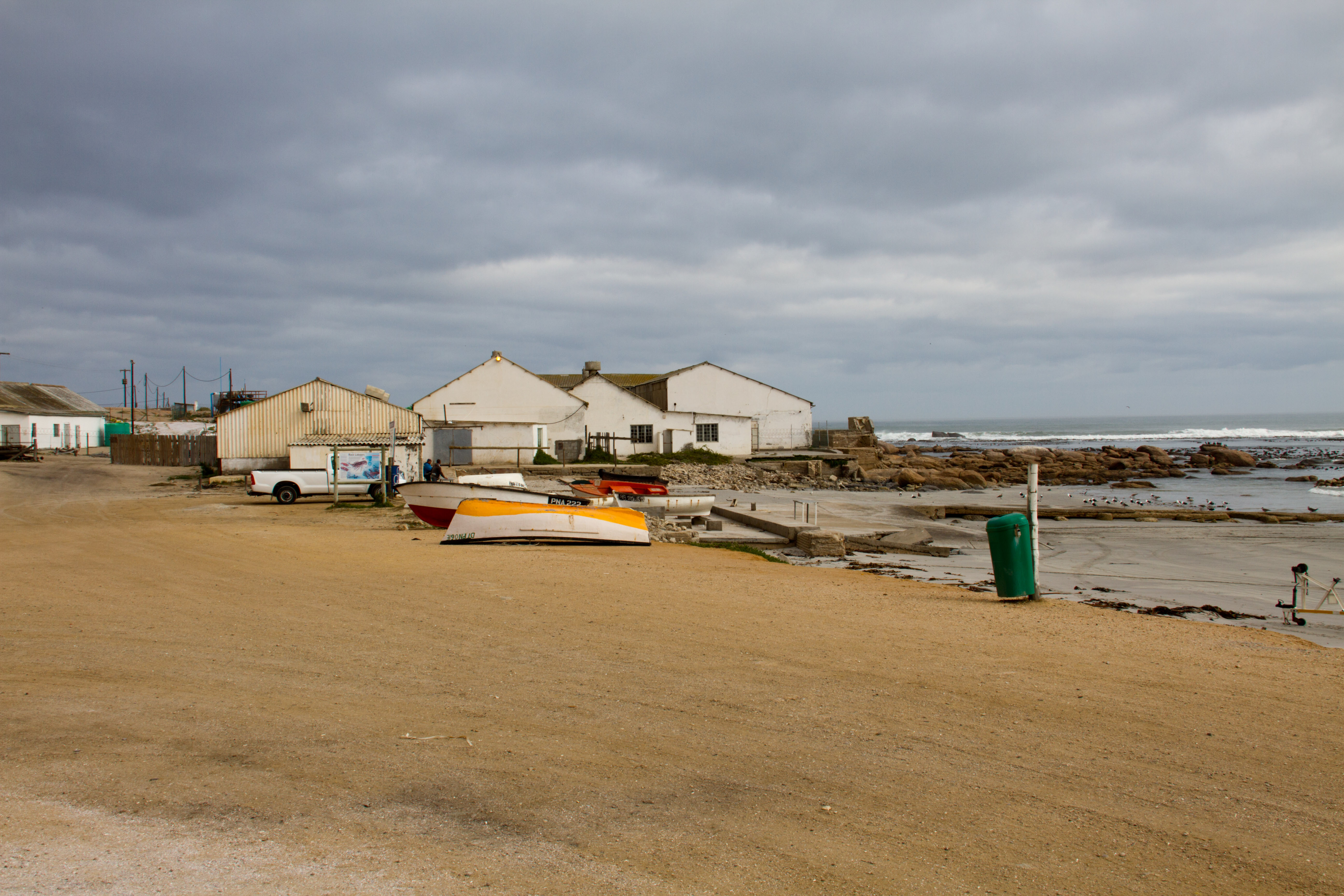
Вид на Хондеклип-Бей
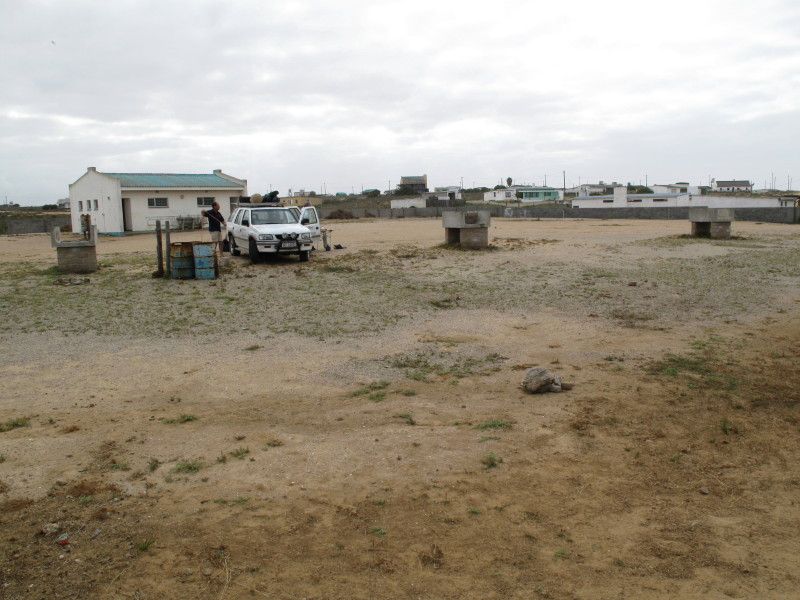
Кемпинг
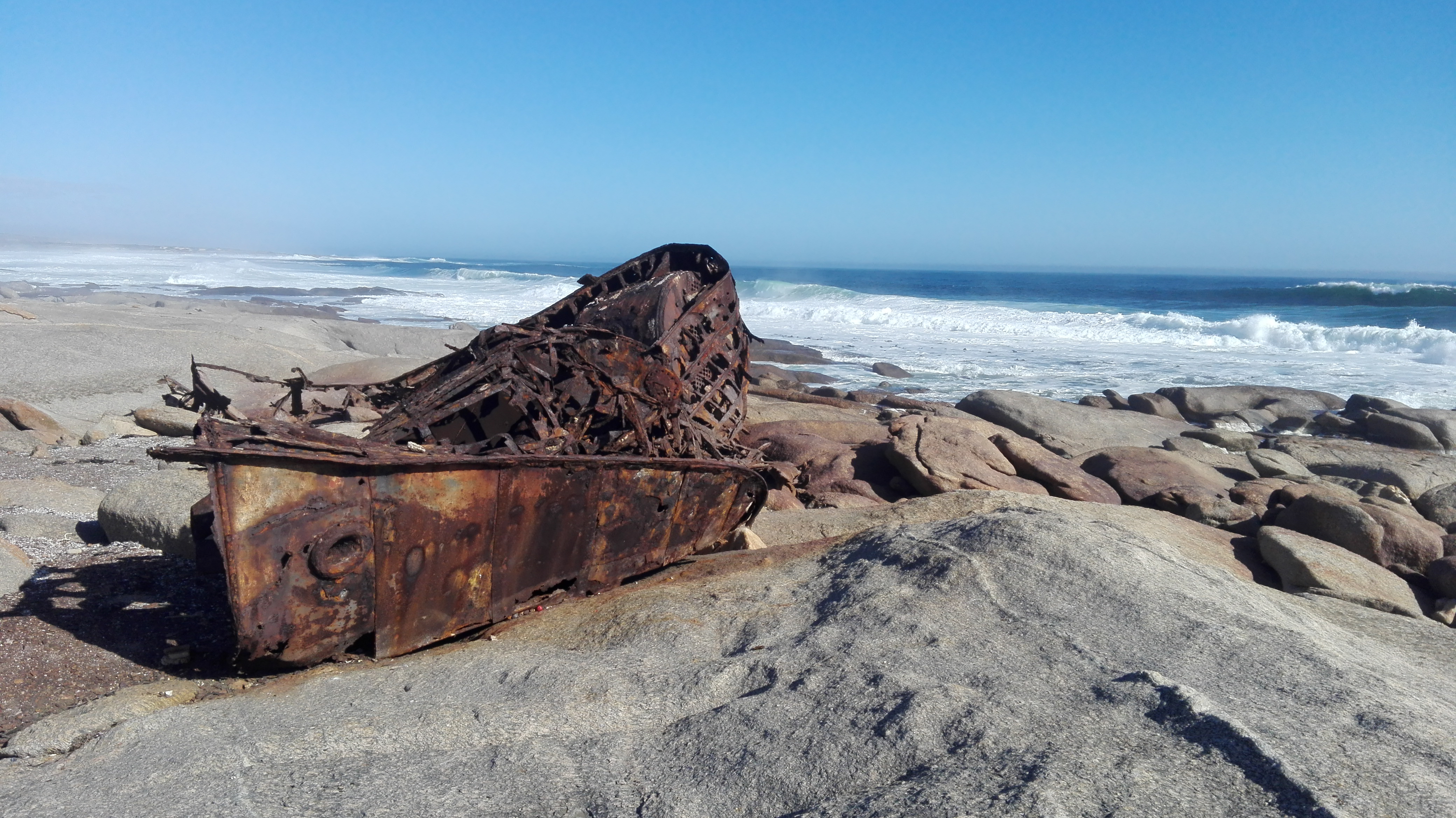
Останки корабля
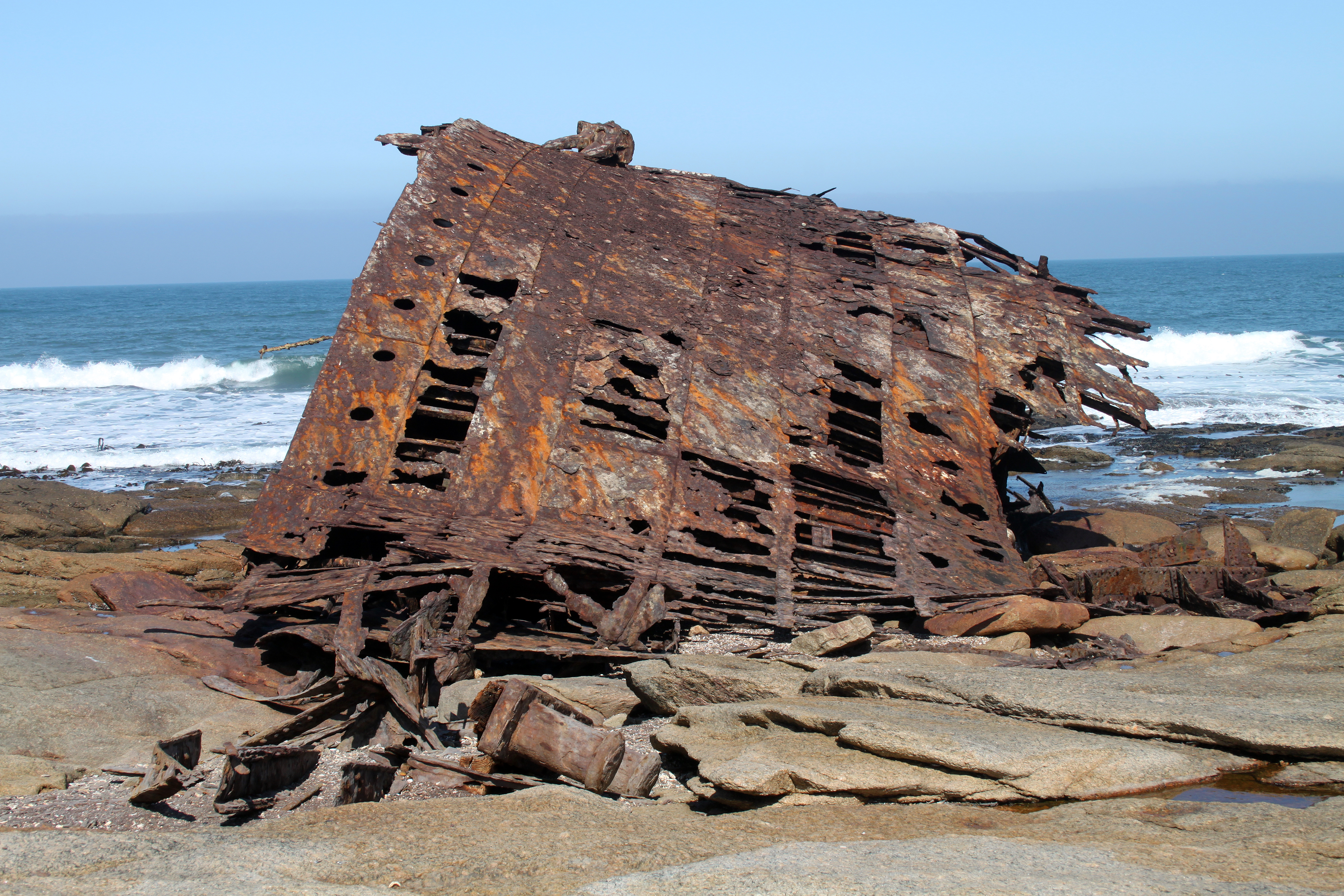